# Bătălia de la Mactan

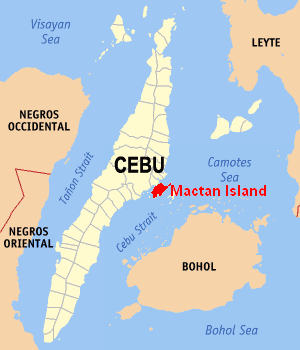
Poziţia Insulei Mactan în Cebu.

Bătălia de la Mactan s-a dat în Filipine la 27 aprilie 1521. Războinicii conduși de Lapu-Lapu, o căpetenie locală musulmană din insula Mactan, a învins forțele creștine conduse de Fernando Magellan, ucigându-l pe acesta.

## Context
La 16 martie 1521 (după calendarul spaniol), Magellan a văzut munții din Samarul de astăzi în timpul unei tentative de a găsi o rută spre vest către Insulele Moluce. Acest eveniment a marcat sosirea primilor europeni în arhipelag. A doua zi, Magellan a poruncit oamenilor săi să-și ancoreze corăbiile pe malurile insulei Homonhon. Acolo, el s-a împrietenit cu Rajah Kulambu și cu Rajah Siagu, căpetenia de pe Insula Limasawa, care l-au condus către Cebu. El și regina sa au fost botezați în religia creștină catolică, luându-și numele creștine Carlos (în cinstea regelui Carol al Spaniei) și Juana (în cinstea mamei regelui). Pentru a comemora evenimentul, Magellan i-a dăruit Juanei Santo Niño, o imagine a copilului Isus, ca simbol al noii lor alianțe. Ca rezultat al influenței lui Magellan pe lângă Rajah Humabon, s-a dat ordin căpeteniilor din apropiere să furnizeze fiecare provizii pentru vase și să se convertească la creștinism.
Majoritatea căpeteniilor s-au conformat. Datu Lapu-Lapu, una dintre cele două căpetenii de pe insula Mactan, a fost însă singurul care s-a opus. Lapu-Lapu se convertise recent la islamism și a refuzat să accepte autoritatea lui Rajah Humabon în domeniul religios. Această opoziție s-a dovedit a avea mare influență când, așa cum scria cronicarul călătoriei lui Magellan, Antonio Pigafetta,
| “ | Vineri, aprilie douăzeci și șase, Zula, a doua căpetenie a insulei Mactan, și-a trimis unul din fii să dăruiască două capre căpitanului-general și să spună că îi va trimite tot ce a promis, dar că nu a putut să o facă din cauza celeilalte căpetenii, Lapu-Lapu, care refuza să se supună regelui Spaniei. | ” |

Rajah Humabon și Datu Zula au sugerat ca Magellan să meargă în insula Mactan și să-l oblige pe Datu Lapu-Lapu să respecte poruncile regelui său. Magellan a găsit ocazia de a întări prietenia cu conducătorul regiunii Visaya și a ajutat să-l supună pe rebelul Lapu-Lapu.

## Bătălia
Conform documentelor istoricului italian Antonio Pigafetta, Magellan a încercat să-l convingă pe Lapu-Lapu să respecte poruncile lui Rajah Humabon în seara dinaintea bătăliei,
| “ | La miezul nopții, șaizeci dintre ai noștri au pornit înarmați cu armuri ușoare și coifuri, împreună cu regele creștin, prințul, câteva căpetenii, și douăzeci sau treizeci de balanguais. [o barcă filipineză] Am ajuns la Mactan cu trei ore înaintea zorilor. Căpitanul nu a dorit să luptăm atunci, ci a trimis un mesaj băștinașilor de lângă Moro spunându-le că dacă se vor supune regelui Spaniei, îl vor recunoaște pe regele creștin drept suveran și ne vor plăti tribut, el le va fi prieten; dar că dacă ei doresc altceva, vor vedea cum rănesc lăncile noastre. Ei au răspuns că dacă noi avem lănci, ei au lănci din bambus și țepe întărite în foc. [ei ne-au cerut] să nu-i atacăm imediat, ci să așteptăm până dimineața, ca să fie mai mulți. Ei au spus asta ca să ne facă să-i căutăm pe loc; căci ei săpaseră niște gropi între case ca să cădem noi în ele. | ” |

Pigafetta scrie cum, a doua zi dimineața, Magellan a desfășurat patruzeci și nouă de oameni în armuri cu săbii, topoare, scuturi, arbalete și puști, și a plecat spre Mactan în dimineața de 28 aprilie. Istoricii filipinezi observă că din cauza ieșiturilor stâncoase și din cauza coralilor de lângă țărm, soldații creștini nu au putut debarca pe Mactan. Obligat să ancoreze departe de țărm, Magellan nu a reușit să-și îndrepte puterea de foc a vaselor împotriva războinicilor lui Datu Lapu-Lapu, care erau în număr de peste 1.500. 
| “ | Când a venit dimineața, patruzeci și nouă din noi am sărit în apă până la genunchi și am mers prin apă mai mult de două bătăi de arbaletă înainte să ajungem pe țărm. Bărcile nu ne puteau aduce mai aproape din cauza unor pietre din apă. Ceilalți unsprezece oameni au rămas în urmă să păzească bărcile. Când am ajuns la țărm, [băștinașii] se așezaseră în formație în trei divizii ce numărau mai mult de o mie cinci sute de oameni. Când ne-au zărit, au alergat către noi cu strigăte foarte puternice... Muschetarii și arbaletierii au tras de la distanță timp de aproape o jumătate de oră, dar în van... | ” |

Magellan a încercat apoi să-i sperie arzând niște case din Buaya de astăzi, denumit atunci Bulaia. 
| “ | Văzând aceasta, căpitanul-general a trimis niște oameni să le ardă casele pentru a-i speria. Când și-au văzut casele arzând, ei s-au înfuriat și mai tare. Doi dintre oamenii noștri au fost omorâți lângă case, în timp ce noi am ars douăzeci sau treizeci de case. Atât de mulți au venit peste noi că l-au lovit pe căpitan în piciorul drept cu o săgeată otrăvită. Atunci, el ne-a poruncit să ne retragem încet, dar oamenii au luat-o la fugă, afară de șase sau opt dintre noi care au rămas cu căpitanul. Băștinașii au tras doar în picioarele noastre, căci acestea erau neapărate; și atât de multe erau sulițele și pietrele pe care le-au aruncat în noi, că nu am putut rezista. Tunurile de pe vase nu ne puteau ajuta căci erau prea departe. | ” |

Mulți dintre războinici l-au atacat pe Magellan; el a fost rănit în braț cu o suliță și în picior cu un kampilan. Cu acest avantaj, oamenii lui Lapu-Lapu l-au ajuns și l-au ucis. A fost înjunghiat și apoi hăcuit cu sulițele și săbiile. Pigafetta și ceilalți au reușit să scape,
| “ | Recunoscându-l pe căpitan, atâția s-au îndreptat spre el că i-au dat jos coiful din cap de două ori... Un indian a aruncat o suliță de bambus în fața căpitanului, iar căpitanul l-a omorât imediat cu lancea, pe care a lăsat-o în trupul indianului. Atunci, încercând să pună mâna pe sabie, a tras-o doar până la jumătate, pentru că fusese rănit la braț cu o suliță de bambus. Când localnicii au văzut asta, toți s-au aruncat asupra lui. Unul din ei l-a rănit la piciorul stâng cu un cuțit mare, asemănător cu un iatagan, doar că mai mare. Aceasta l-a făcut pe căpitan să cadă cu fața înainte, când imediat s-au repezit asupra lui cu sulițe de bambus și de fier și cu cuțitele până când ne-au ucis oglinda, lumina, alinarea și adevăratul călăuzitor. Când l-au rănit, s-a întors de multe ori să vadă dacă suntem toți în bărci. Atunci, văzându-l mort, noi, răniți, ne-am retras, cum am putut mai bine, la bărci, care deja se îndepărtau... | ” |

Conform relatării lui Pigafetta, mai mulți dintre oamenii lui Magellan au murit în bătălie, și mai mulți băștinași convertiți la creștinism care veniseră în ajutorul lor au fost uciși de războinici și soldați. Nu există estimări oficiale ale numărului victimelor din bătălie, deși Pigafetta menționează cel puțin trei soldați creștini uciși, printre care și Magellan.
Aliații lui Magellan, Humabon și Zula, s-a spus că n-ar fi luat parte la bătălie în urma cererii lui Magellan, și au privit de la distanță. Pigafetta relatează că regele creștin Humabon a trimis un mesaj în care spunea că dacă returnează trupurile lui Magellan și ale oamenilor săi, li se va da orice doresc. Trupul lui Magellan nu a mai fost însă recuperat de la băștinași.

## Urmările
Unii dintre soldații care au supraviețuit bătăliei și s-au întors la Cebu au fost otrăviți în timp ce participau la un ospăț organizat de Humabon. Locul lui Magellan în funcția de comandant al expediției a fost luat de Juan Sebastián Elcano care a ordonat plecarea imediată după trădarea lui Humabon. Elcano și flota lui s-au îndreptat spre vest și au revenit în Spania în 1522, terminând primul ocol al lumii.